# Teatre sud de la Guerra de la Revolució Americana
El Teatre sud de la Guerra de la Revolució Americana va ser el teatre central de les operacions militars de la segona meitat de la guerra de la Revolució Americana (1778-1781). Compren enfrontaments principalment a Virgínia, Geòrgia i Carolina del Sud. Les tàctiques consistien tant en batalles estratègiques com en guerra de guerrilles.
Durant els primers tres anys del conflicte, 1775-1778, els més grans encontres militars entre l'Exèrcit Continental i l'exèrcit britànic van tenir lloc a les Colònies Centrals i Nova Anglaterra, al voltant de les ciutats de Boston, Nova York i Filadèlfia. Després del fracàs de la campanya de Saratoga, l'exèrcit britànic va abandonar en gran manera les operacions al nord i va continuar la pau mitjançant la subjugació les colònies meridionals. Abans de 1778, aquestes colònies estaven dominades en gran part per governs controlats pels patriotes i milícies, tot i que també hi havia una presència de l'Exèrcit Continental que va tenir un paper en la defensa de Charleston el 1776, la supressió de milícies lleialistes, i els intents per allunyar els britànics de la fortament lleialista Florida Oriental.

Mapa de la Florida Oriental britànica, 1767
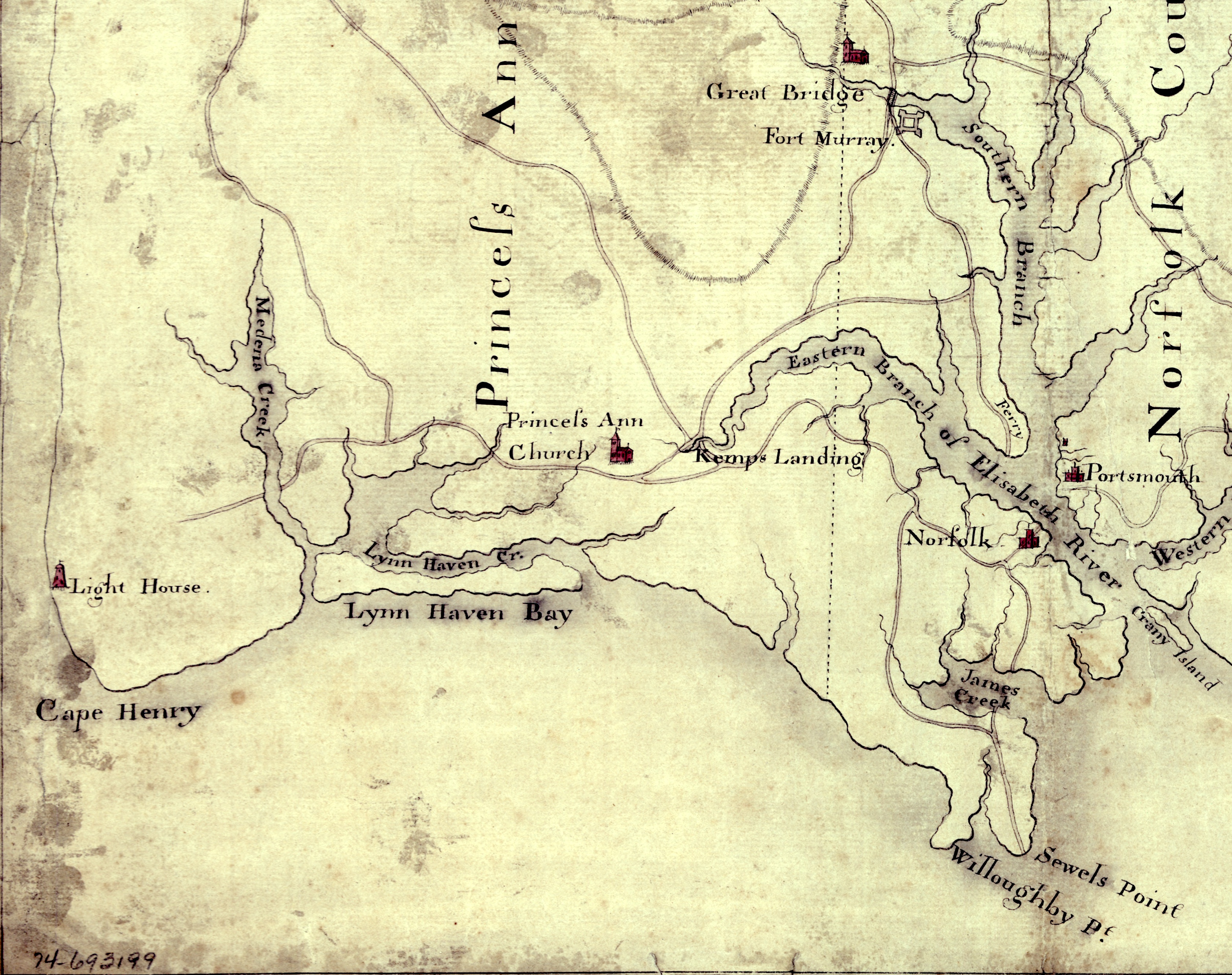
Detall d'un mapa del 1770 que mostra l'est de Virgínia i molts dels llocs on es va produir conflicte el 1775. El mapa està orientat amb el nord cap a la part inferior i el sud fins a la part superior
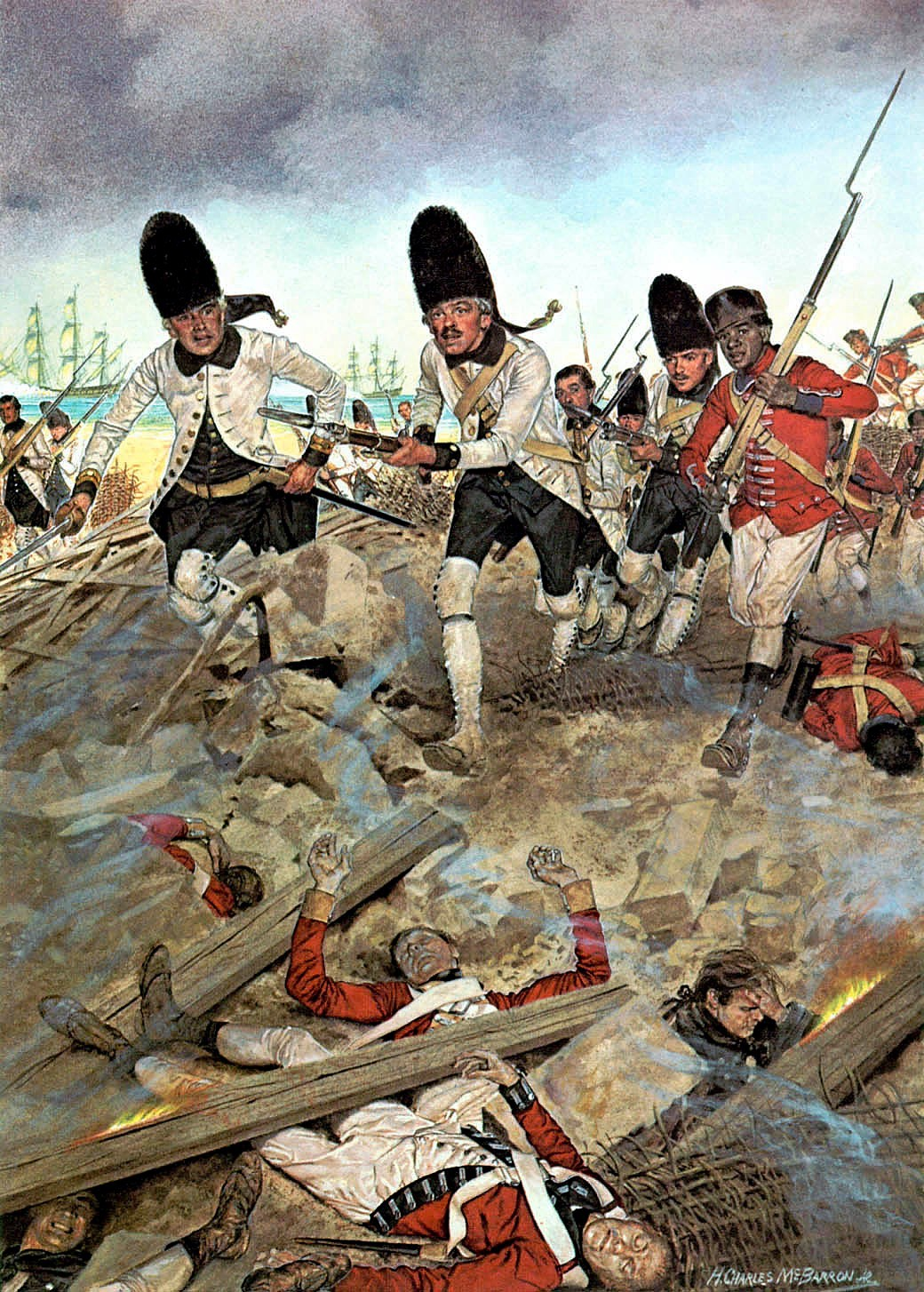
Les tropes espanyoles a Pensacola, 1781.

Els britànics comencen a implementar la seva «Estratègia del Sud» a finals de 1778, a Geòrgia. Inicialment va obtenir èxit amb la captura de Savannah (Geòrgia), que va ser seguida el 1780 per operacions a Carolina del Sud que van incloure la derrota de les forces continentals a Charleston i Camden. Al mateix temps, França (el 1778) i Espanya (el 1779) van declarar la guerra a la Gran Bretanya en suport dels Estats Units d'Amèrica. Espanya va capturar tota la Florida Occidental britànica, culminant amb el setge de Pensacola el 1781. França inicialment va oferir només suport naval durant els primers anys després de la seva declaració de guerra, però el 1781 va enviar un gran nombre de soldats a unir-se a l'exèrcit del general George Washington i van marxar cap a Virgínia des de Nova York.
El general Nathanael Greene, qui es va fer càrrec com a comandant de l'Exèrcit Continental després de la batalla Camden, es va dedicar a una estratègia d'evitació i d'apropament contra els britànics. Les dues forces van lluitar una sèrie de batalles, la majoria de les quals van ser tàctiques, tot i que van ser victòries pírriques per a l'exèrcit britànic. L'elevat cost de víctimes va fer que estratègicament els britànics es debilitessin, mentre que l'Exèrcit Continental es va mantenir en gran manera intacte per continuar lluitant. Això ho va exemplificar millor la batalla de Guilford Court House. Diverses victòries estatunidenques, com la batalla del molí de Ramseur, la batalla de Cowpens i la batalla de Kings Mountain, també van servir per afeblir la força militar britànica.
L'enfrontament culminant, el setge de Yorktown, va acabar amb la rendició del general britànic Lord Cornwallis el 19 d'octubre de 1781. Va ser essencialment l'última gran batalla de la Guerra Revolucionària. Poc després, van començar les negociacions entre els Estats Units i la Gran Bretanya, donant com a resultat el tractat de París de 1783.

## Les primeres operacions, 1775-1778

### Virgínia
A la majoria de colònies, els oficials britànics es van retirar ràpidament quan els patriotes van prendre el control, pero a Virgínia, el governador reial va resistir. En l'incident de pólvora del 20 d'abril de 1775, Lord Dunmore, el governador reial de Virgínia, va traslladar tota la pólvora emmagatzemada a Williamsburg cap a un vaixell de guerra britànic al riu James. Dunmore va veure un augment de patriotes en la colònia i va intentar privar a la milícia de Virgínia dels subministraments necessaris per a una insurrecció. La milícia patriota dirigida per Patrick Henry va obligar Dunmore a pagar la pólvora. Dunmore va continuar traslladant armes i subministraments militars durant els mesos següents, actes que a vegades eren previstos per la milícia patriota i que arribava abans del trasllat del material.
Dunmore va publicar una proclama d'emancipació el novembre de 1775, prometent la llibertat dels esclaus fugitius que lluitessin pels britànics. Després d'un incident a Kemp's Landing, al novembre, on les tropes de Dunmore van matar i capturar milicians patriotes, les forces patriotes van derrotar les tropes lleialistes (que incloïen esclaus fugitius que Dunmore havia format al seu Regiment Etíop) a la batalla de Great Bridge el 9 de desembre. Dunmore i les seves tropes es van retirar als vaixells de la Royal Navy ancorats de Norfolk; aquestes forces navals van bombardejar i cremar la ciutat el 1r de gener de 1776. Les forces patriotes de la ciutat van completar la destrucció de l'antiga fortalesa lleialista. Dunmore es va dirigir cap a una illa de la badia de Chesapeake aquell estiu i no va tornar mai més a Virgínia.

### Geòrgia
El governador reial de Geòrgia, James Wright, va romandre en el poder fins al gener de 1776, quan l'arribada inesperada dels vaixells britànics a prop de Savannah va impulsar el Comitè de Seguretat local a ordenar la seva detenció. Patriotes i lleialistes de Geòrgia creien que la flota havia arribat per proporcionar suport militar al governador, però va ser enviada per les forces britàniques assetjades a Boston (Massachusetts) per adquirir arròs i altres provisions. Wright va escapar de la captivitat i va arribar a la flota. A la batalla de Rice Boats a principis de març, els britànics van abandonar amb èxit Savannah amb diversos vaixells mercants que contenien els subministraments d'arròs desitjats.

### Carolina del Sud
La població de Carolina del Sud es va dividir políticament quan va començar la guerra. Les comunitats de les terres baixes, dominades per Charleston, eren fortament patriotes, mentre que la resta de la regió tenia un gran nombre de simpatitzants lleialistes. L'agost de 1775, ambdues parts van reclutar companyies de milícies. Al setembre, la milícia dels patriotes es va apoderar de Fort Johnson, la principal obra de defensa de Charleston, i el governador William Campbell va fugir cap a la nau de la Royal Navy al port.
La confiscació per part dels lleialistes d'un enviament de pólvora i municions destinades als cherokees va provocar una escalada de les tensions que van provocar el primer setge de Ninety Six a l'oest de Carolina del Sud a finals de novembre. El reclutament de patriotes va superar aleshores el dels lleialistes, i una important campanya (anomenada Campanya de la Neu a causa de les nevades inusualment fortes) que van implicar fins a 5.000 patriotes dirigits pel coronel Richard Richardson van aconseguir capturar o allunyar la majoria dels caps lleialistes. Els lleialistes van fugir, cap a la Florida Oriental o cap a les terres dels cherokees. Una facció dels cherokees, coneguda com els chickamaugas, es va aixecar en suport dels britànics i lleialistes el 1776. Finalment van ser derrotats per les forces de la milícia de Carolina del Nord i del Sud.
Per a qualsevol intent britànic de controlar el sud era fonamental la possessió d'un port per tal d'obtenir homes i material. Amb aquesta finalitat, els britànics van organitzar una expedició per establir un gran fort en algun lloc de les colònies del sud i van enviar caps militars a reclutar lleialistes a Carolina del Nord. La sortida de l'expedició des d'Europa es va endarrerir significativament i la força lleialista que va ser reclutada per reforçar-la va ser derrotada decisivament a la batalla de Moore's Creek Bridge a finals de febrer de 1776. Quan el general Henry Clinton va arribar a Cape Fear (Carolina del Nord), al maig es van trobar les condicions idònies per a construir un gran fort. Els exploradors de la Royal Navy va identificar Charleston, les defenses de les quals no estaven acabades i semblaven vulnerables, com una ubicació més adequada. El juny de 1776, Clinton i l'almirall Sir Peter Parker van dirigir un assalt al fort Sullivan, que custodiava el port de Charleston.

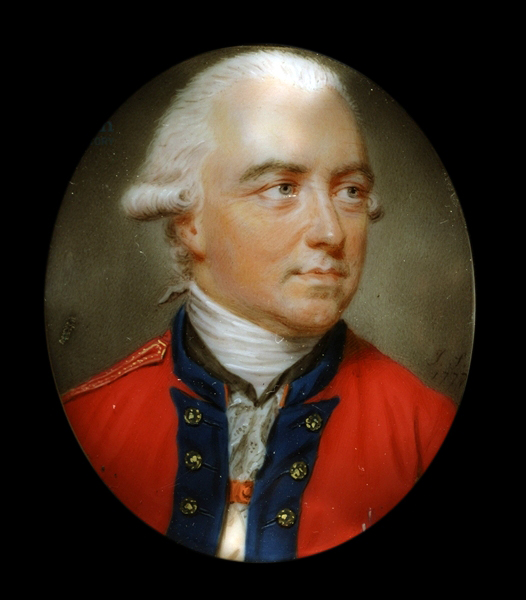
Sir Henry Clinton va dirigir les forces terrestres britàniques en l'atac fracassat a Charleston
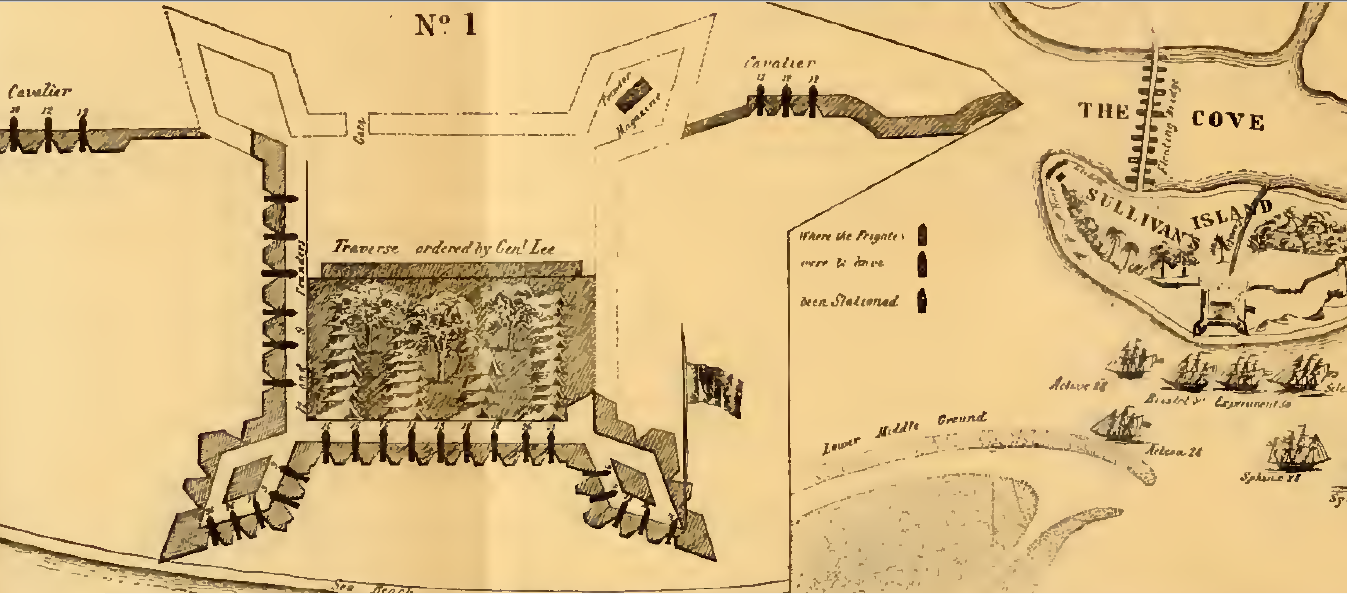
Fort Sullivan el 28 de juny de 1776
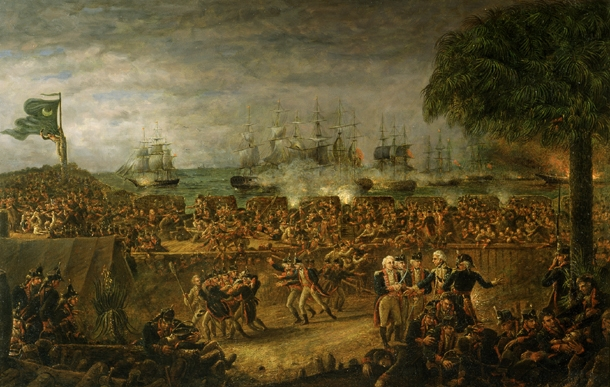
La batalla de Sullivan's Island. La flota de Parker (al fons) es mostra atacant les fortificacions estatunidenques

Clinton no havia ordenat un complet reconeixement de la zona. La seva força de 2.200 homes va desembarcar a Long Island (contigua a l'illa de Sullivan en la qual estava situat el fort), i van trobar que el canal que dividia les dues illes era massa profund per creuar-lo a peu. En lloc de tornar a embarcar-se en els seus vaixells, va confiar en les forces navals de l'expedició per reduir el fort, que va ser conegut després de la guerra amb el nom de Fort Moultrie. No obstant això, la força de foc d'artilleria dels vaixells britànics no va poder deixar cap marca en els troncs esponjosos de palmetto que formaven la major part de les defenses del fort, i el bombardeig va fallar en el seu objectiu. Va ser un fracàs humiliant, i Clinton va finalitzar la seva campanya a les Carolines. Clinton i Parker van discutir després del combat, culpant-se entre ells del fracàs de l'assalt. Es debat que el sud es va perdre per aquest fracàs de prendre Charleston el 1776, ja que va deixar als lleialistes sense suport durant tres anys, alhora que va permetre al port de Charleston servir la causa estatunidenca fins al 1780.

### Intents fallits a la Florida Oriental Britànica
Els patriotes de Geòrgia van intentar derrotar diverses vegades la guarnició britànica que es trobava a Saint Augustine a la Florida Oriental britànica. Aquesta guarnició va recolzar activament les activitats dels lleialistes que navien fugit de Geòrgia i d'altres estats del sud, i van ser els responsables del robatori de bestiar i d'altres subministraments al sud de Geòrgia.
El primer intent va ser organitzat per Charles Lee després que prengués el comandament del Departament Sud de l'Exèrcit Continental, però va dimitir quan va ser revocat a l'exèrcit principal.
El segon intent va ser organitzat pel governador de Geòrgia Button Gwinnett amb l'ajuda mínima del nou comandant del Departament del sud, Robert Howe, el 1777. Aquesta expedició també va fallar. Gwinnett i el seu comandant de la milícia, Lachlan McIntosh, no van poder pactar res. Algunes companyies de milícies de Geòrgia van arribar a lla Florida Oriental, però van ser derrotades al maig a la batalla de Thomas Creek.
La darrera expedició va ser a principis del 1778. Es van organitzar més de 2.000 continentals i milícies estatals per a l'esforç, però també va fracassar a causa dels problemes de comandament entre Howe i el governador de Geòrgia, John Houstoun. Un breu escaramussa a Alligator Bridge a finals de juny, combinat amb malalties tropicals i problemes de comandament a les forces patriotes, va deixar la Florida Oriental fermament en mans britàniques durant la guerra.

## La campanya britànica al sud

### La qüestió lleialista
El 1778, els britànics van tornar a dirigir la seva atenció cap al sud, on esperaven recuperar el control reclutant milers de lleialistes. La seva creença en el suport general es basava en les narracions d'exiliats lleialistes a Londres que tenien accés directe al secretari d'estat britànic per Amèrica, George Germain. Apassionats de recuperar les seves terres i ser recompensats per la seva lleialtat a la Corona britànica, aquests homes es van adonar que la millor manera de convèncer els britànics de realitzar una operació important al sud seria exagerar el nivell de suport dels lleialistes. Com a grup, van tenir una gran influència sobre els ministres britànics a Londres. A més, hi havia forts lligams comercials i familiars entre alguns lleialiestes i els britànics a Londres. Els britànics operaven amb l'esperança de trobar un suport substancial per a les seves accions, si només alliberaven les zones adequades.
Mentre es trobava a Carolina del Sud, Cornwallis va escriure en una carta a Clinton que «Les nostres garanties d'afecció dels nostres pobres amics angoixats a Carolina del Nord són tan fortes com mai». En bona part, aquest supòsit era incorrecte, ja que Cornwallis aviat es va adonar a mesura que avançava la campanya.

### Els britànics prenen Savannah

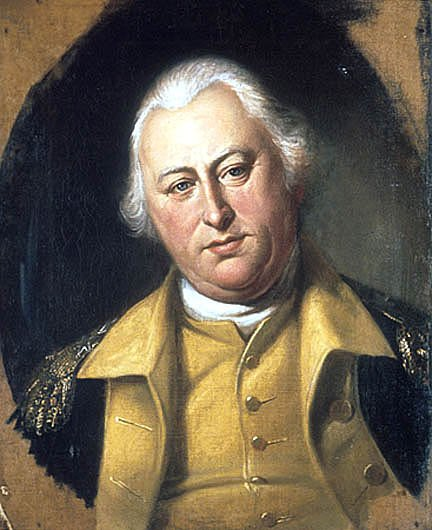
Retrat del general Benjamin Lincoln, de Charles Willson Peale

El 19 d'abril de 1778, tres row galley de l'Armada de Geòrgia van combatre, van derrotar i van capturar un bergantí de la Royal Navy, i un sloop i un bergantí armats de la Florida Oriental britànica.
El 29 de desembre de 1778, un cos expedicionari britànic de 3.500 homes procedents de Nova York, sota el comandament del tinent coronel Archibald Campbell, va capturar Savannah (Geòrgia). A mitjan de gener de 1779 se li va incorporar el general de brigada Augustine Prevost, dirigint les tropes que van marxar des de Saint Augustine (Florida), ocupant els llocs avançats al llarg del camí. Prevost va assumir el comandament de les forces a Geòrgia, i va enviar Campbell amb 1.000 homes cap a Augusta (Geòrgia) amb els objectius de controlar la ciutat i reclutar lleialistes.
Les restes dels defensors de Savannah es van retirar cap a Purrysburg (Carolina del Sud), a 20 km riu amunt de Savannah, on van ser recollits pel general major Benjamin Lincoln, comandant de les forces de l'Exèrcit Continental al sud. Va enviar la major part de l'exèrcit des de Charleston (Carolina del Sud) en un moviment destinat a controlar i oposar-se a Prevost. A principis de febrer de 1779, Prevost va enviar uns centenars d'homes a ocupar Beaufort (Carolina del Sud) en un moviment que probablement volia desviar l'atenció de Lincoln dels moviments de Campbell; Lincoln va respondre enviant-li el general Moultrie i 300 homes perquè els expulsessin. La batalla de Beaufort va ser en gran part indecisa i tots dos contingents van tornar a les seves bases.
Mentrestant, Campbell havia pres el control d'Augusta sense gaire resistència i els lleialistes començaven a aparèixer. Mentre que va allistr més de 1.000 homes durant un període de dues setmanes, no va poder evitar la derrota d'un nombre important de lleialistes per part de la milícia patriota sota el comandament d'Andrew Pickens el 14 de febrer de 1779, a la batalla de Kettle Creek, a 80 km d'Augusta. Això va demostrar a tots els habitants de la zona els límits de la capacitat de l'exèrcit britànic de protegir els lleialistes. Campbell va sortir sobtadament d'Augusta, aparentment com a resposta a l'arribada de John Ashe i de més de 1.000 milicians de Carolina del Nord, Lincoln va enviar tropes per a reforçar les milícies que ja hi havia al riu d'Augusta, a Carolina del Sud. A la tornada a Savanah, Campbell va cedir el comandament dels seus homes al germà d'Augustine Prevost, Mark Prevost. El jove Prevost va canviar la sort d'Ashe, dirigint-se cap al sud per sorprendre'l i gairebé destruint la seva força de 1.300 en la batalla del Brier Creek del 3 de març.

#### El segon atac a Charleston
A l'abril, Lincoln s'havia reforçat amb un gran nombre de milícies de Carolina del Sud i va rebre subministraments militars addicionals a través d'enviaments de les Províncies Unides a Charleston. Va decidir anar cap a Augusta. Deixant 1.000 homes sota el comandament del general Moultrie a Purrysburg per controlar Augustine Prevost, va començar la marxa cap al nord el 23 d'abril de 1779. La reacció de Prevost va ser conduir a 2.500 homes de Savannah cap a Purrysburg el 29 d'abril. Moultrie es va dirigir cap a Charleston en lloc de combatre, i el 10 de maig Prevost es trobava a 16 km abans de començar a veure resistència. Dos dies després, va interceptar un missatge que indicava que Lincoln, alertat de l'avanç de Prevost, havia sortit d'Augusta per ajudar a la defensa de Charleston. Prevost es va retirar a les illes al sud-oest de Charleston, deixant una guàrdia atrinxerada a Stono Ferry (prop de l'actual Rantowles, Carolina del Sud) per cobrir la seva retirada. Quan Lincoln va tornar a Charleston va dirigir uns 1.200 homes, la majoria milícies sense entrenar, després de Prevost. Aquesta força va ser rebutjada pels britànics el 20 de juny de 1779 a la batalla de Stono Ferry. La rereguarda, després d'haver aconseguit el seu objectiu, va abandonar aquest lloc pocs dies després. La incursió de Prevost contra Charleston va ser notable pel saqueig i destrucció arbitrari de la seva tropa, que va enfadar aliats i enemics al sud de Carolina del Sud.

#### La defensa de Savannah
A l'octubre de 1779, les forces de l'exèrcit francès i continental van intentar recuperar Savannah. Sota el lideratge del general Lincoln, i amb l'assistència d'una esquadra naval francesa comandada pel Comte d'Estaing, va ser un fracàs espectacular. Les forces combinades franceses i estatunidenques van patir unes 901 víctimes vers les 54 víctmes britàniques. L'armada francesa va trobar fortificacions de Savannah similars a les que havien desafiat l'almirall Peter Parker a Charleston el 1776. El bombardeig d'artilleria va tenir poc efectes en les defenses, però a diferència de Charleston (on Clinton va decidir contra atacar Fort Moultrie per terra) Estaing va decidir pressionar l'assalt després que el bombardeig naval fracassés. En aquest assalt, el comte Kazimierz Pułaski, el comandant polonès de cavalleria estatunidenca, va resultar fatalment ferit. Amb Savannah assegurada, Clinton va poder llançar un nou assalt a Charleston (Carolina del Sud), on havia fracassat el 1776. Lincoln va traslladar les seves tropes restants a Charleston per ajudar en la construcció de les seves defenses.

#### El tercer atac a Charleston

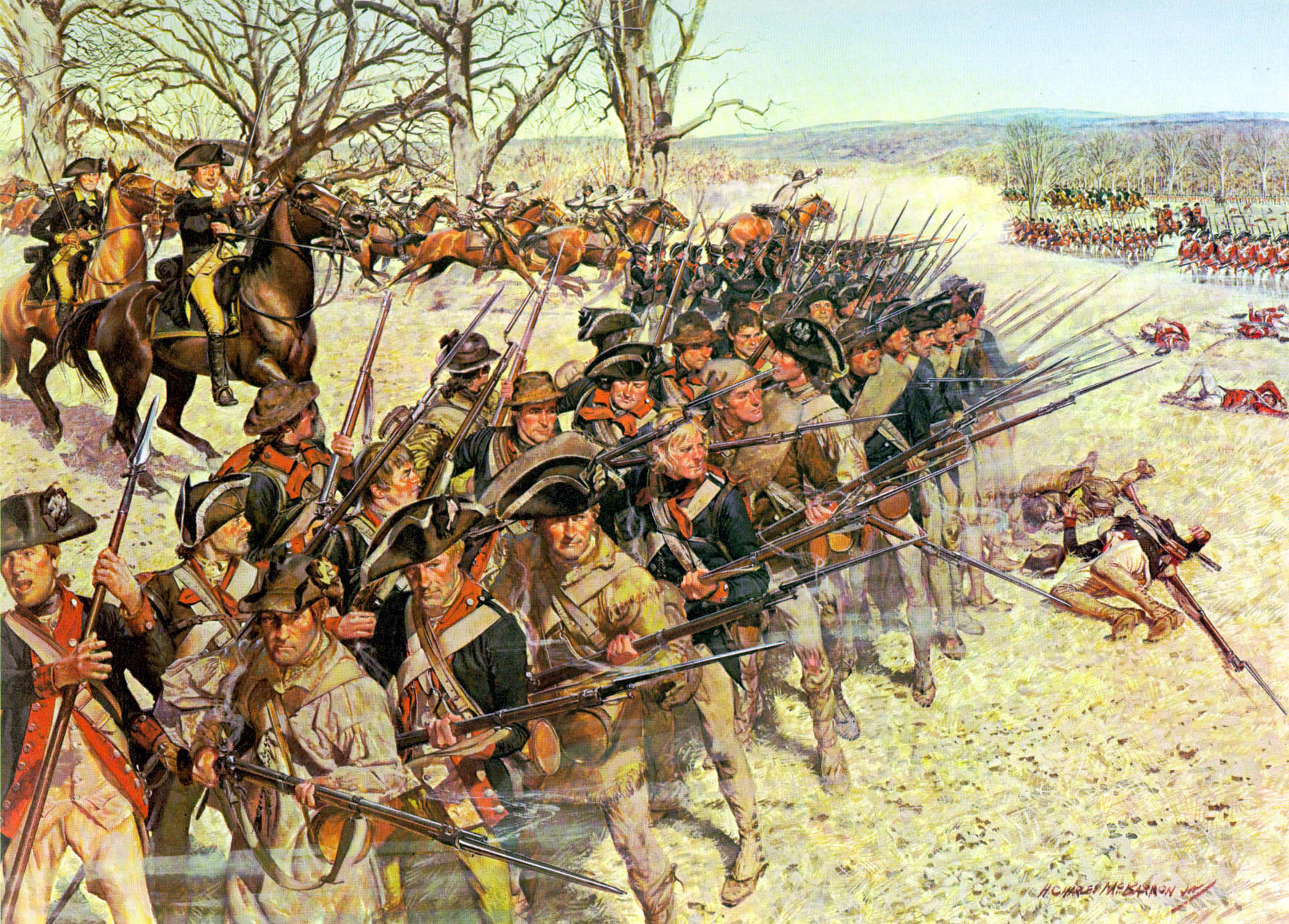
Pintura de la batalla de Guilford Court House (15 de març de 1781), de Soldats de la Revolució Americana d'Hugh Charles McBarron Jr

Clinton es va desplaçar contra Charleston el 1780, bloquejant el port al març i construint defenses amb prop de 10.000 soldats a la zona. No es va aturar el seu avenç sobre la ciutat; el comandant naval estatunidenc, el comodor Abraham Whipple, va blindar cinc de les seves vuit fragates al port per augmentar seva defensa.
A l'interior de la ciutat, el general Lincoln comandava uns 2.650 continentals i 2.500 milicians. Quan el coronel britànic Banastre Tarleton va tallar les línies de subministrament de la ciutat després de la victòria a la batalla de Monck's Corner a l'abril i de la batalla de Lenud's Ferry a principis de maig, Charleston es va veure envoltada. Clinton va començar a construir línies de setge. L'11 de març va iniciar el bombardeig de la ciutat.
El 12 de maig de 1780, el general Lincoln va rendir els seus 5.000 homes, la major rendició de tropes estatunidenques fins a la Guerra Civil dels Estats Units. Amb relativament poques víctimes, Clinton havia capturat la ciutat i el port més gran del sud, aconseguint potser la major victòria britànica de la guerra. Aquesta victòria va deixar en ruïnes l'estructura militar estatunidenca del sud. Va ser només després que Nathanael Greene va passar per davant de Cornwallis després de la batalla Guilford Court House de 1781, quan els britànics van perdre finalment aquest avantatge al sud.
Els restes de l'Exèrcit Continental del sud van començar a retirar-se cap a Carolina del Nord, però van ser perseguits pel coronel Tarleton, qui els va derrotar a la batalla de Waxhaws el 29 de maig. Els historiadors han debatut el nombre debaixes difosos després de la batalla que les forces de Tarleton havien massacrat a molts patriotes després que s'haguessin rendit. Com a conseqüència, «Bloody Tarleton» (el sanguinari Tarleton) o «Bloody Ban» (el sanguinari Ban) es van convertir en un nom odiat, i la frase «quarter of Tarleton» (referint-se a la seva reputada falta de misericòrdia o «quarter» (guerra sense presoners)) va esdevenir un crit de guerra per als patriotes. Tant si la batalla va ser o no la massacre que es reivindicava, aquest crit de guerra es van sentir durant tota la campanya. Quan una milícia lleialista es va rendir al final de la batalla de Kings Mountain, molts d'ells van ser assassinats quan els milicians patriotes van continuar disparant mentre cridaven «els quarters de Tarleton!». Tarleton després va publicar un relat de la guerra per a aclarir les acusacions de la seva mala conducta a la milícia estatunidenca, i es va retratar positivament.

### Lord Cornwallis pren el comandament
Després de Charleston, l'activitat militar estatunidenca organitzada pràcticament es va ensorrar. Els estats van exercir les seves funcions governamentals, i es van fer càrrec de la guerra els partisans com Francis Marion, Thomas Sumter, William R. Davie, Andrew Pickens i Elijah Clarke. El general Clinton va lliurar a Lord Cornwallis les operacions britàniques al sud. El Congrés Continental va enviar al general Horatio Gates, el vencedor de la batalla de Saratoga, al sud amb un nou exèrcit, però Gates va patir de seguida una de les pitjors derrotes de la història militar dels Estats Units a la batalla de Camden (16 d'agost de 1780). Cornwallis es va disposar a envair Carolina del Nord.
Els intents de Cornwallis de fer créixer el nombre de lleialistes a Carolina del Nord van ser aixafats definitivament quan la milícia patriota va derrotar una força més gran de lleialistes a la batalla de Kings Mountain el 7 d'octubre de 1780. Molts dels homes patriotes havien creuat les muntanyes Apalatxes del districte de Washington (Carolina del Nord) per lluitar contra els britànics, i van ser anomenats els «Overmountain Men». Els esforços britànic d'aixecar grans exèrcits lleialistes va fracassar; no hi havia suficients lleialistes alistats, i els que ho feien corrien un gran risc una vegada que l'exèrcit britànic es retirava de la zona. La derrota a Kings Mountain i l'assetjament continu de les seves línies de comunicacions i subministrament per part de les forces de la milícia de Carolina del Sud van obligar Cornwallis a retirar-se i a hivernar a Carolina del Sud.

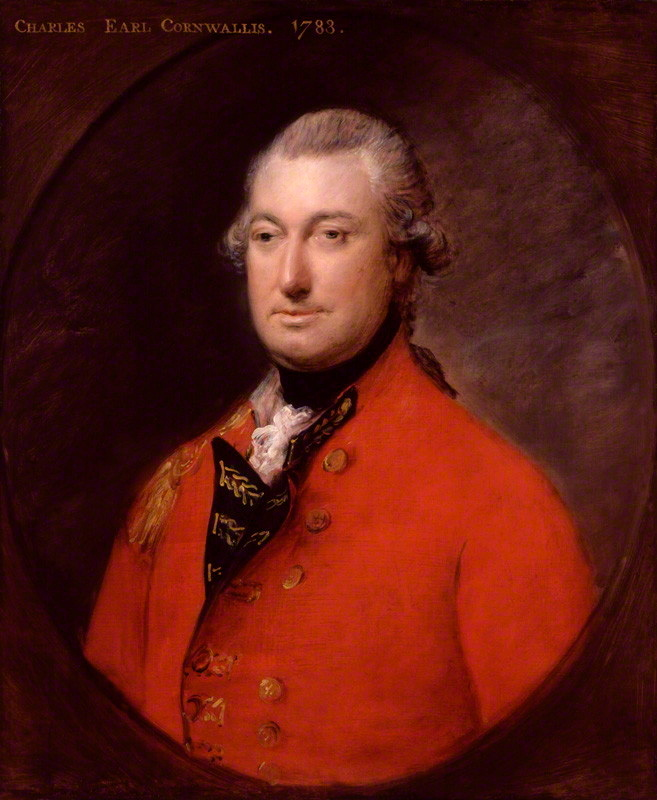
Lord Cornwallis va prendre el comandament quan Sir Henry Clinton va navegar cap a Nova York
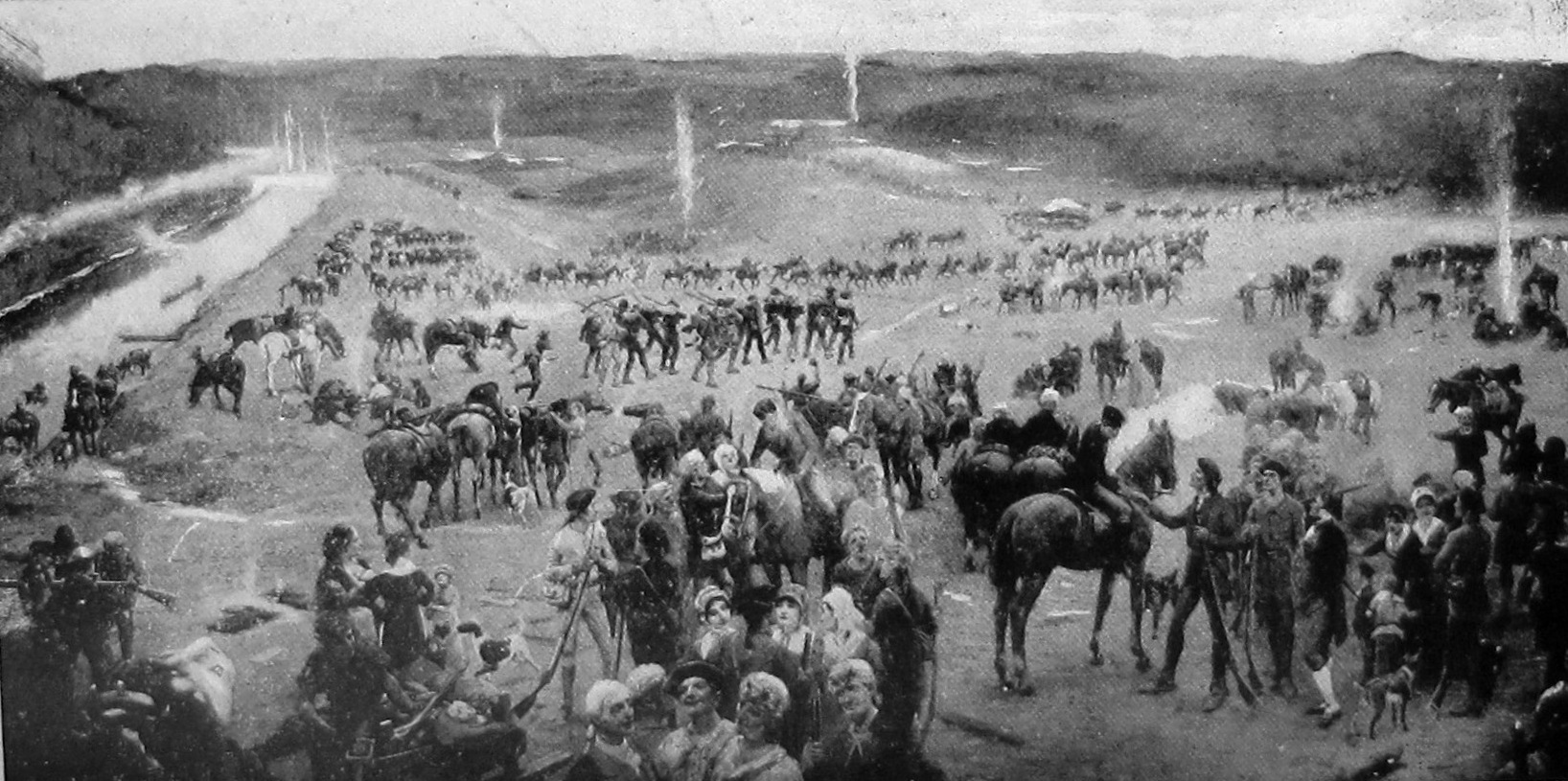
Reunió d'Overmountain Men a Sycamore Shoals. Reproducció en blanc i negre de l'artista Lloyd Branson, que representa la reunió d'Overmountain Men en ruta cap a la seva victòria sobre les forces lleialistes britàniques a la batalla de Kings Mountain el 1780

Horatio Gates va ser substituït pel subordinat més fiable de Washington, el general Nathanael Greene. Greene va assignar al voltant de 1.000 homes al general Daniel Morgan, un magnífic tàctic que va aixafar les tropes de Tarleton a la batalla de Cowpens el 17 de gener de 1781. Després de la batalla de Kings Mountain, Cornwallis va ser criticat per haver tret part del seu exèrcit sense el suport adequat. Greene va procedir a enderrocar els seus oponents en una sèrie d'escaramusses i moviments militars coneguts com la «Carrera cap al Dan» (anomenada així perquè el riu Dan flueix a prop de la frontera entre Carolina del Nord i Virgínia); cada trobada va suposar una victòria tàctica per als britànics, però no els va oferir cap avantatge estratègic i això els va afectar.
Cornwallis sabia que Greene havia dividit les seves forces i volia enfrontar-se al contingent de Morgan o de Greene abans que poguessin tornar a unir-se. Va alleugerir el seu exèrcit de qualsevol excés d'equipatge per intentar seguir el ritme dels patriotes que es movien ràpidament. Quan Greene es va assabentar d'aquesta decisió, la seva contundent resposta va ser «Llavors, és nostre!» La manca de provisiones de Cornwallis va tenir un paper important en les seves dificultats posteriors.
Greene va combatre contra Cornwallis a la batalla de Cowan's Ford, on Greene havia enviat reforçat al general William Lee Davidson amb 900 homes. Quan Davidson va morir al riu, els estatunidencs es van retirar. Greene es va afeblir, però va continuar les seves tàctiques a la rereguarda, lluitant en una dotzena d'escaramusses més a Carolina del Sud i del Nord contra les forces de Cornwallis. Al voltant de 2.000 soldats britànics van morir en aquestes escaramusses. Greene va resumir el seu plantejament en un lema que es faria famós: «Lluitem, caiem, ens aixequem i tornem a lluitar». La seva estratègia s'assembla a les tàctiques fabianes de Quint Fabi Màxim Berrugós, el general romà que va desgastar les forces superiors del cartaginès Hanníbal amb una lenta guerra de desgast. Greene finalment es va sentir prou fort per enfrontar-se directament a Cornwallis, a prop de New Garden, Carolina del Nord (l'actual Greensboro, Carolina del Nord). Tot i que Cornwallis va ser el vencedor tàctic a la batalla de Guilford Court House, les víctimes que va patir l'exèrcit el van obligar a retirar-se a Wilmington (Carolina del Nord) per a obtenir subministraments i reforços.
Si bé Cornwallis no va poder destruir completament a Greene, va reconèixer que la majoria dels subministraments que rebien les forces estatunidenques provenien de Virgínia, un estat que fins a la data no es va veure afectada per la guerra. Contra els desitjos de Clinton, Cornwallis va decidir envair Virgínia amb l'esperança que tallar les línies de subministrament a les dues Carolines, impossibilitaria la resistència estatunidenca. Aquesta teoria va comptar amb el suport de Lord George Germain en una sèrie de cartes que van deixar Clinton fora del procés de presa de decisions de l'exèrcit del sud, malgrat ser el seu comandament general. Sense informar a Clinton, Cornwallis va marxar al nord de Wilmington, cap a Virgínia per participar en operacions d'atac, on finalment es va trobar amb l'exèrcit comandat per Benedict Arnold, que s'havia dedicat a realitzar saquejos.
Quan Cornwallis va deixar Greensboro per dirigir-se cap a Wilmington, va deixar el camí obert perquè Greene comencés la reconquesta estatunidenca de Carolina del Sud. Això es va assolir a finals de juny, malgrat una derrota contra Lord Rawdon a la batalla de Hobkirk's Hill (3 km al nord de Camden) el 25 d'abril. Del 22 de maig al 19 de juny de 1781 Greene va dirigir el setge de Ninety-Six, que només es va veure obligat a abandonar quan va rebre la notícia que Rawdon portava tropes per trencar el setge. Tot i això, les accions de Greene i de comandants de les milícies com Francis Marion van impulsar Rawdon per acabar abandonant el districte de Ninety-Six i Camden, reduint efectivament la presència britànica a Carolina del Sud només al port de Charleston.
Augusta (Geòrgia) també va ser assetjada el 22 de maig, i va caure en mans dels patriotes sota el comandament d'Andrew Pickens i Harry «Light Horse» Lee el 6 de juny, reduint la presència britànica en aquest estat només al port de Savannah.
A continuació, Greene va donar descans a les seves forces a Hig Hills del riu Santee. El 8 de setembre, amb 2.600 homes, va combatre les forces britàniques sota el comandament del tinent coronel Alexander Stewart a Eutaw Springs. Els estatunidencs que van caure en aquesta batalla van ser immortalitzats per l'escriptor estatunidenc Philip Freneau en el seu poema de 1781 To the Memory of Brave Americans (A la memòria dels valents estatunidencs). La batalla, tot i que tàcticament va quedar en empat, va debilitar els britànics que es van retirar a Charleston, on Greene els va tenir com a presoners durant els mesos restants de la guerra.

### Yorktown
A l'arribar a Virgínia, Cornwallis va prendre el comandament de les forces britàniques existents a la regió, que havien estat comandades primer per Benoît Arnold, i després pel general major William Phillips. Phillips, un bon amic de Cornwallis, va morir dos dies abans que Cornwallis arribés a la seva posició a Petersburg. Després d'haver marxat sense informar a Clinton dels seus moviments (les comunicacions entre els dos comandants britànics eren per mar i extremadament lentes, de vegades trigave fins a tres setmanes), Cornwallis va enviar el missatge de la seva marxa cap al nord i va començar a destruir els subministraments estatunidencs a la regió de Chesapeake.

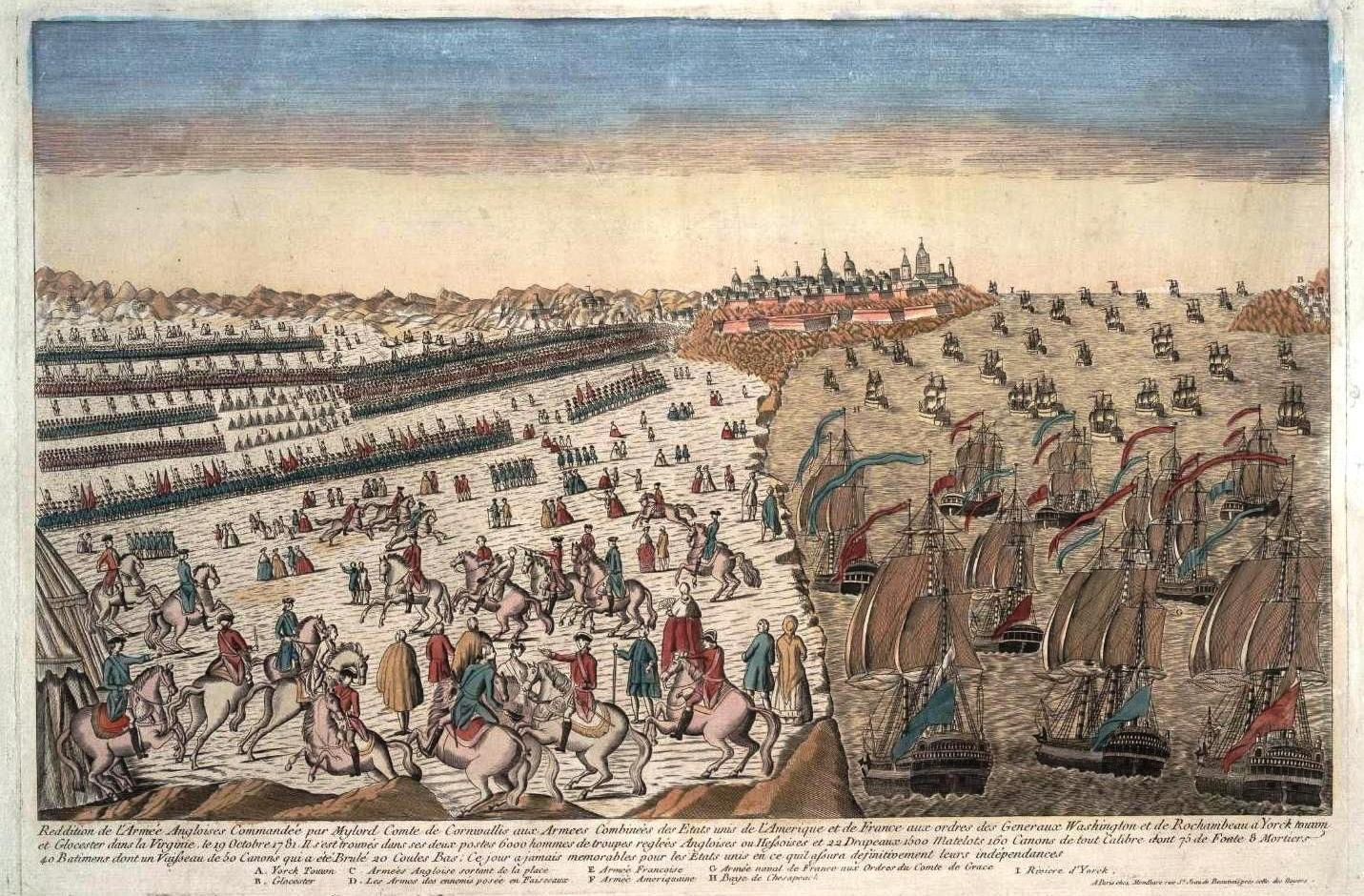
La rendició de les tropes britàniques a Yorktown. Gravat francès de 1781
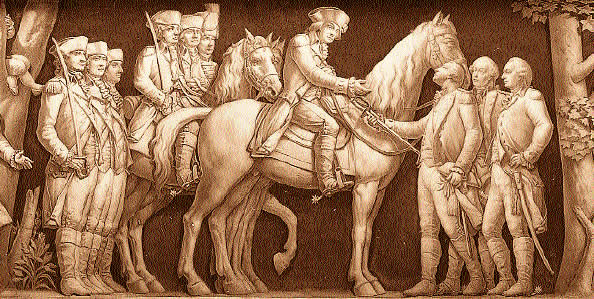
El general Washington rep l'espasa de Cornwallis de mans de Charles O'Hara. Escultura de la façana del Capitoli dels Estats Units, Washington DC

El març de 1781, en resposta a l'amenaça d'Arnold i Phillips, el general Washington va enviar al marquès de La Fayette per defensar Virgínia. El jove francès tenia 3.200 homes al seu comandament, però les tropes britàniques a la regió eren de 7.200. Lafayette va esquivar Cornwallis, evitant una batalla decisiva mentre reunia reforços. Va ser durant aquest període quan Cornwallis va rebre les ordres de Clinton per triar una posició a la península de Virgínia (també esmentada a les cartes contemporànies com el «coll de Williamsburg») i construir un lloc naval fortificat per aixoplugar els navilis de línia. En complir aquest ordre, Cornwallis es va posar en risc de quedar-se atrapat. Amb l'arribada de la flota francesa sota el comandament del Comte de Grasse i l'exèrcit combinat francès-estatunidenc del general Washington, Cornwallis es va veure aïllat. Quan la flota de la Royal Navy, sota el comandament de l'almirall Thomas Graves, va ser derrotada pels francesos a la batalla del Chesapeake, i la maquinària de setge francesa va arribar des de Newport (Rhode Island), la seva posició va esdevenir insostenible.
Cornwallis es va rendir al general Washington i al comandant francès, el Comte de Rochambeau, el 19 d'octubre de 1781. Cornwallis va comunicar aquest desastre a Clinton en una carta:
| «                                            | Senyor, tinc la mortificació d'informar a vostra excel·lència que he estat obligat a renunciar als càrrecs de York i Gloucester, i a lliurar les tropes sota el meu comandament, capitulant en el 19 d'aquest mes, com a presoner de guerra a les forces combinades d'Amèrica i França. | » |
| — Cornwallis a Clinton, 20 d'octubre de 1781 | |   |

## Conseqüències
Amb la rendició a Yorktown, la participació total de les forces franceses en aquella batalla, i la pèrdua resultant de l'exèrcit de Cornwallis, l'esforç de guerra britànic es va aturar. L'únic exèrcit britànic de qualsevol mida que quedava a Amèrica va ser el de Sir Henry Clinton a Nova York.
Clinton, paralitzat per la derrota, no va fer cap altra acció i va ser substituït per Guy Carleton el 1782. La derrota d'una batalla naval va servir per augmentar el canvi de l'opinió popular britànica en contra la guerra. El Ministeri del Nord es va ensorrar, un govern orientat a la pau va prendre el poder i no es va fer cap operació important al continent americà durant la resta de la guerra.
Mentre que després de la batalla de Saratoga va començar el declivi de la sort britànica a la Guerra de la Revolució Americana, la seva derrota a Yorktown va ser el seu cop mortal.